# Radicalizarea islamică
Radicalismul islamic poate fi analizat prin două sisteme de referință: unul prin raportarea mișcărilor radicale la statul de proveniență și la raporturile cu puterea politică, iar al doilea în analiza acestui curent ca orizont ideologic național, regional sau global. 
În primul caz, Patrick Sookhdeo împarte curentele salafiste în trei categorii determinante pentru apariția organizațiilor radicale islamiste:
1. Salafismul tradiționalist (taqlidi), orientat spre susținerea Islamului fundamentalist, opus activismului islamist contemporan și care consideră că este contrar Coranului orice demers de schimbare sau nesupunere față de puterea politică, îndemnând la quietism politic și religiozitate individuală.
2. Salafismul violent, jihadist sau neosalafismul orientat, conform scrierilor lui Sayyed Qutb, spre contestarea politicului, înlăturarea regimurilor dictatoriale la putere în lumea arabă și înlocuirea lor cu sisteme islamice de guvernare, bazată pe aplicarea sharia – după modelul oferit de Revoluția islamică din Iran.
3. Salafismul reformist (islahi), care condamnă utilizarea violenței în politică și consideră că este necesară o „reislamizare” a societății pornind de jos în sus, printr-o politică graduală de reforme și participarea la jocul politic în condiții democratice (modelul Fraților Musulmani din Iordania). .
În al doilea caz, Olivier Roy opune „panislamismului sunnit”, pe care îl definește ca un radicalism naționalist, curentul neo-salafist apărut în Arabia Saudită în anii ‘80 ce este în primul rând islamic, global și marcat de disensiunile interne ale Islamului (antișiit, antisectar, orientat spre tawhid)..

## Context
De fapt, pentru a înțelege apariția și dezvoltarea radicalismului islamic este necesară o analiză a surselor ideologice ale acestuia, precum și a transformărilor majore care au marcat radicalismul pe tot parcursul secolului al XX-lea. Chiar dacă islamiștii radicali sau teroriștii se revendică discursiv de la aceleași surse de legitimitate clasică, reinterpretate într-o grilă modernă sau postmodernă (Ibn Taymiyya, revivalismul secolului XIX, recursul la fatwa wahhabite), atât obiectivele, cât și modul lor de exprimare sunt foarte diferite. Nu se poate trasa nici o comparație sustenabilă – nici din punct de vedere ideologic, nici politic sau geopolitic – între mișcări precum Frații Musulmani, Hamas, Hizballah, pe de o parte, sau mujahedinii din Afganistan, Al-Qaida și grupurile neo-salafiste afiliate acesteia în ultimii ani, pe de alta. După cum nu există un singur Islam politic, nu există niciun  singur radicalism, ci mai multe.

### Categorii
Pornind de la scopurile acestor mișcări și modul în care și-au conceptualizat discursul politic, am împărțit radicalismul, denumit în continuare și jihadism, în trei mari categorii:
1. Jihadismul naționalist post-colonial – Frații Musulmani, Hamas, Hizballah pentru a cita cele mai cunoscute organizații
2. Jihadismul „balanței de putere” – Revoluția iraniană în opoziție cu militantismul financiar al Arabiei Saudite 
3. Jihadismul global – început prin rezistența mujahedinilor din Afganistan față de ocupația sovietică și culminând cu apariția Al Qaida.
Trebuie precizat că aceste definiții se referă la forme de jihadism apărute în perioade diverse, pe baza unor conjuncturi politice foarte diferite, dar nu sunt categorii complet aplicabile în evaluarea activității propriu-zise a unei organizații teroriste. Există grupuri și facțiuni care trec dintr-un curent în altul, există finanțări și susțineri care determină loialități teroriste, există tranziții de la o formă la alta bazate pe modificarea unor condiții politice sau geostrategice regionale.

## Radicalizarea în Europa
Sursele islamului radical în Franța sunt două: una internă - efectul islamist- tineri musulmani neadaptați care provin din banlieu, respectiv una externă, constituită în principal din rețele algeriene extremiste, precum Grupul Islamic Armat (GIA), condus de facțiunea armată a Frontului Islamic al Salvării (FIS). Primele semne ale terorismului islamic au apărut la începutul anilor 90, după victoria FIS în alegerile parlamentare din Algeria și răsturnarea guvernului.
Efectul islamist este asociat cu banlieu-rile franceze, care predispun la inadaptare, conducând o mulțime de tineri bărbați la legământul violent cu o cauză întruchipată într-un discurs islamic anti-occidental.. Marcat de ranchiuna foștilor colonizați și de cea a copiilor lor care acum trăiesc în Franța și Marea Britanie, radicalismul religios din aceste țări are, deseori, o tentă de zel post-colonial. Cei recrutați pentru cauza islamului radical sun atrași din rândul oamenilor care nu aparțin nici culturii țării de origine, dar nici culturii națiunii europene de care sunt respinși pentru heteroimaginea de arabi. Acest tip de clasificare socială duce  la sentimentul că individul este urât și disprețuit de francezi, el considerându-se îndreptățit să folosească violența pentru a face față umilinței.

### Islamism ca oportunitate
Islamismul constituie o oportunitate pentru acești tineri neintegrați, în sensul în care ei își legitimează sentimentul de inadaptare canalizându-l spre o cauză sacră, în acest fel ai răzbunându-se pe societate și salvându-și sufletele. Acest dublu scop este realizat prin mobilizarea sub stindardul Islamului: ei luptă unei societăți care nu i-a acceptat niciodată, respectiv pentru o religie împotriva căreia simt opoziția întregii lumi occidentale. Trecând prin filtrul lor cognitiv această luptă înalță cauza lor, aducându-le demnitatea decare au fost privați în viața lor zilnică dinaintea aderării la islamul radical. Prin angajamentul lor ei obțin salvarea (devin martiri- shahid) dacă mor, iar dacă trăiesc accesează onoarea și demnitatea în cadrul comunității, găsind înțelesul și traiectoria vieții care până atunci se dovedise a nu avea scop. 
Un alt factor care încurajează acest efect islamist este disprețul pe care grupurile marginale îl resimt din partea societății în general.  Rasismul este puternic resimțit în general, iar particular este potențat de emergența noii drepte, inclusiv de Grupul Le Pen și de celelalte partide dizidente. Aceste grupuri au încurajat restricțiile impuse prin instituționalizarea laicității în Franța, interzicând însemnele islamice în sfera publică. Laicitatea susține faptul că diversele comunități religioase estompează adevăratele norme cetățenești. Acest resentiment (haine) din partea celei de-a treia sau celei de-a doua generații de tineri cu origini Nord-africane se exprimă prin două atitudini distincte, fiecare din acestea putând genera comportamente radicale. Primul răspuns este constituit de respingerea identității franceze. În această accepțiune, Islamul este folosit ca un marker al identității, definind individul ca fiind „ne-francez” sau chiar „anti-francez”. Respingerea identității franceze presupune negarea supremației simbolice a francezilor.
Atunci când asemenea reacții culturale sunt radicalizate prin rețelele islamice extremiste, ia naștere o ideologie extremistă. Grupurile radicale islamice trag foloase din predispoziția tinerilor cu origini Nord-africane (în proporție covârșitoare de sex masculin) care se consideră stigmatizați și marginalizați de societate. Acești indivizi tineri consideră că societatea occidentală este împotriva Islamului, susținând politica israeliană și pe cea anti- islamică în contextul relațiilor internaționale. În cazul în care acești tineri sunt contactați de o grupare teroristă, ei de vin mult mai deschiși la radicalizare. Cumularea problematicilor legate de excludere economică, identitate și rasism creează un mediu fertil de dezvoltare pentru radicalizare și violență în rândul unei minorități de tineri nemulțumiți.